# Доронинское
Доронинское — село в Улётовском районе Забайкальского края, является центром и единственным населённым пунктом муниципального образования Сельское поселение «Доронинское». Население — 663 чел. (2021). Расположено на берегу реки Ингода в 40 км от райцентра.

## История
Село Доронинское было основано в 1709 году. В 1782 году в ходе реформы административно-территориального деления Доронинское было преобразовано в город Доронинск — центр Доронинского уезда Нерчинской области Иркутского наместничества. В 1797 году Доронинский уезд был упразднён, а город вновь стал селом. В XIX веке жители села занимались добычей соды на близлежащем Доронинском озере. В 1919 году в ходе Гражданской войны жители села подняли восстание против войск атамана Семёнова. По данным на начало 2000-х годов в селе имелись средняя школа, детский сад, дом культуры, историко-краеведческий музей, библиотека, больница и почта.

## Население
| 1740 | 1780 | 2010 | 2012 | 2013 | 2014 | 2015 |
| ---- | ---- | ---- | ---- | ---- | ---- | ---- |
| 206  | →206 | ↗796 | ↗797 | ↘791 | ↘772 | ↘750 |
| 2021 |      |      |      |      |      |      |
| ↘663 |      |      |      |      |      |      |